# Volksbank Vorbach-Tauber
Die Volksbank Vorbach-Tauber eG war eine deutsche Genossenschaftsbank mit Sitz in Weikersheim im Main-Tauber-Kreis (Baden-Württemberg).

## Geschichte
Die Volksbank Vorbach-Tauber wurde 1884 gegründet. Im Jahre 2009 fusionierte die Bank mit der Creglinger Bank eG. Im Jahre 2021 wurde die Volksbank Vorbach-Tauber auf die Volksbank Main-Tauber eG verschmolzen.

## Organisationsstruktur

### Rechtsgrundlagen
Rechtsgrundlagen der Bank waren das Genossenschaftsgesetz und die Satzung. Die Organe der Genossenschaftsbank waren der Vorstand, der Aufsichtsrat und die Vertreterversammlung. Die Bank war der BVR Institutssicherung GmbH und der Sicherungseinrichtung des Bundesverbandes der Deutschen Volksbanken und Raiffeisenbanken e.V. angeschlossen.

### Niederlassungen
Die Volksbank Vorbach-Tauber unterhielt 19 Niederlassungen.